# Excellensen
Excellensen är en svensk dramafilm från 1944 i regi av Hasse Ekman. I huvudrollerna ses Lars Hanson, Gunnar Sjöberg och Elsie Albiin.

## Handling
Hans Excellens Herbert von Blankenau, en stor kulturpersonlighet, författare och religiös förgrundsgestalt, fyller 60 år. Men hans dotter Elisabeth vill inte delta i festligheterna. På ett nazistmöte fängslas hon av Max Karbes fullkomliga övertygelse. Under mötet krossas en byst av hennes far och Elisabeth protesterar, Karbe hindrar då mötets deltagare från att ta till våld mot henne. 
När Elisabeth kommer hem berättar hon för sin far vad som hänt och han ringer polisen. Strax efteråt attackeras deras hus. Elisabeth varnar Karbe men han behöver inget skydd från polisen. Karbe utses istället till lägerkommendant. Max Karbe och Elisabeth, som blivit förälskade bestämmer sig för att gifta sig med varandra. von Blankenau i sin tur bestämmer sig för att lämna landet. 
von Blankenau skriver innan han reser på ett upprop med den kristna motståndsappellen Korset. Efter att ha hållit sig undan ett tag återvänder von Blankenau hem, han har nämligen skänkt bort sitt pass och kan därför inte passera gränsen. Karbe arresterar honom och han placeras i Boltenberg där Karbe är kommendant. von Blankenau utsätts där för tortyr. 
Elisabeth söker nåd för sin far och Major Monk erbjuder sig att hjälpa henne. Karbe, som inte finner det så lätt längre att stå ut med sin uppgift bestraffar en grupp av sina underlydande som har använt våld mot fångar utan en direkt order. En fånge, fader Ignatius har dessutom misshandlats till döds.
Elisabeth har lyckats ordna ett frigivningsbrev till sin far och kommer med det till lägret. Brevet är dock förenat med tre villkor. Ett av dessa vägrar hennes far uppfylla, det att ta avstånd från den appell han skrivit under. Vägran räknas som ett flyktförsök och fången ska i och med det arkebuseras. Men Karbe lyder inte ordern. Major Monk anländer till Boltenberg, han har underrättats om Karbes ordervägran. 
Monk förhör Karbe, under tiden sätts von Blankenau på straffexercis, han faller ihop och en fångvaktare kommer för att ta honom till stenbrottet. Men vakten avslöjar att de inte alls är på väg till stenbrottet, det är Karbe och Elisabeth som har ordnat så att han ska kunna rymma. Men von Blankenau flyr från sin räddare och möter ett par andra vakter, som öppnar eld. 

## Om filmen
Filmen premiärvisades 3 mars 1944 på biograf Palladium i Stockholm. Inspelningen skedde med ateljéfilmning i Filmstaden, Råsunda och Sandrew-ateljéerna i Stockholm av Martin Bodin och Hilding Bladh. 
Som förlaga har man författaren Bertil Malmbergs pjäs Excellensen som uruppfördes i en sluten föreställning på Svenska Dramatikers Studio på Borgarskolan i Stockholm 1942 i regi av Per Lindberg.

## Rollista i urval
- Lars Hanson - Hans Excellens Herbert von Blankenau
- Gunnar Sjöberg - kapten Max Karbe, lägerkommendant i Boltenberg
- Elsie Albiin - Elisabeth von Blankenau, excellensens dotter
- Stig Järrel - major Monk
- Hugo Björne - fader Ignatius
- Tord Stål - Amann, läkare på Boltenberg
- Sven Magnusson - Wilhelm, sjukvårdare
- Hampe Faustman - fångvaktare
- Håkan Westergren - polisofficeren
- Carl Ström - Josef, von Blankenaus betjänt
- Magnus Kesster - doktor Blumenreich, tidningsman, jude
- Torsten Hillberg - Gestapoöverste
- Sigge Fürst - Kubelik
- Ivar Kåge - hovmarskalken
- Sven Bergvall - presidenten för Diktarakademien
- Olle Hilding - gammal judisk man vid gränsen
- Frithiof Bjärne - fångvaktare
- Sten Sture Modéen - löjtnant Bergel
- Yngwe Nyquist - borgmästaren
- Gudrun Moberg - Mitzi, Elisabeths kammarjungfru
- Gunnar Höglund - sjuk fånge
- Georg Skarstedt - sekreterare på Boltenberg
- Curt Edgard - SS-man
- Hans Bjerkeling - nazist
- Gustaf Hiort af Ornäs - Gestapoöverste
- Helge Olsén - gränskontrollant

## Musik i filmen
- Serse. Ombra mai fù/Largo, kompositör Georg Friedrich Händel, text Nicola Minatò och Silvio Stampiglia, instrumental.
- Wien, du Stadt meiner Träume, kompositör och text Rudolf Sieczynski, sång Gudrun Moberg
- Deutschland, Deutschland über alles ..., kompositör Joseph Haydn, text August Heinrich Hoffmann von Fallersleben, instrumental.
- Die Fahne hoch!., kompositör Horst Wessel
- Ave Maria., kompositör Franz Schubert, text Walter Scott, instrumental.

## DVD
Filmen gavs ut på DVD 2012.